# Гордон, Екатерина Викторовна
Екатери́на Ви́кторовна (Ка́тя) Гордо́н (урождённая Проко́фьева; род. 19 октября 1980, Москва) — российская теле- и радиоведущая, певица, юрист и общественный деятель.

## Биография
Екатерина Гордон родилась 19 октября 1980 года в Москве.
Отец — Виктор Юрьевич Подлипчук — физик. Мать — Марина Евгеньевна Прокофьева — математик, сценарист.
Училась в гуманитарной гимназии № 1507 и параллельно в экономической школе старшеклассников при Международном университете.

### Образование
В 2002 году окончила факультет социальной психологии Московского педагогического государственного университета им. Ленина, где получила специальность «психолог», «социальный работник».
По окончании поступила на Высшие курсы сценаристов и режиссёров в мастерскую Петра Тодоровского на специальность «режиссёр игрового кино». В 2005 году дипломный фильм Екатерины получил гран-при международного фестиваля «Новое кино. 21 век».
Окончила с отличием факультет гражданского права Московского государственного юридического университета имени О. Е. Кутафина, где получила специальность «юрист».

### Карьера
С начала 2000-х годов работала на ключевых радиостанциях: «Маяк», «Национальная служба новостей», «Мегаполис», «Культура», «Говорит Москва».
Была ведущей нескольких ТВ проектов: О2ТВ («Разговор без правил»), Первый канал («Городские пижоны»), Телеканал Звезда («Другая сторона Легенды»), ТВЦ («Времечко»).
Как режиссёр и сценарист Екатерина Гордон сняла короткометражный фильм «Море волнуется раз…» (2005). Она снималась в сериале «Фотограф» (2008) и молодёжной мелодраме «Пикап: Съем без правил» (2009).
В 2009 году создала музыкальную поп-рок-группу Blondrock. С группой Екатерина Гордон записала сингл «Светлые люди», альбомы «Любовь и Свобода» (2010), «Надоело бояться!» (2012). В 2012 году она выпускает сольный альбом «Ничего лишнего», а в 2016 году — первый официальный студийный альбом Sex&Drama.
Гордон является автором песен, которые исполняли Ани Лорак, Григорий Лепс, Михаил Галустян, Дмитрий Колдун, Анжелика Агурбаш и др. В 2013 году получила две статуэтки церемонии «Золотой граммофон»: как автор музыки и слов за песню «Забирай рай» в исполнении Ани Лорак, за соавторство песни «Уходи по-английски» в исполнении Григория Лепса и Ани Лорак. Также Екатерина выиграла в 2016 году номинацию «Лучший дуэт» года по версии «Премии Муз-ТВ».
В 2014 году Издательство АСТ выпустило книгу «#стихикатигордон», признав Гордон одним из самых цитируемых современных авторов в сети.
Через 4 года, в 2018 году в издательстве «Рипол-классик» вышла вторая книга стихов Гордон «Я тебя люблю?». Также она является автором книги стихов и рассказов «Состояния», повести «Конченые», книги стихов «Вольфрамовая нить», романа-утопии «Убить интернет!!!», пьесы «А счастлива ли жена президента?» и др.
В 2023 году создала с телеведущей Лерой Кудрявцевой группу «ЗаVисть». Группа выпустила три сингла «Дамы за 30», «Корпорат» и «Горько».

## Юридическая деятельность
В 2013 году создала комнату юридической и психологической помощи «SAFEROOM».
В 2015 году создала «Агентство оптимальных юридических решений», специализирующееся на публичных громких делах.
Выступала представителем бывшей жены Александра Кержакова Екатерины Сафроновой, Екатерины Архаровой, Анны Грачевской.
С 2017 года юридическая компания Гордон работает под торговой маркой «Гордон и сыновья».
В разные годы юридическая компания Екатерины Гордон представляла интересы таких публичных людей, как Виктор Дробыш, Лера Кудрявцева, Дмитрий Тарасов и Анастасия Костенко, Эвелина Бледанс, Анфиса Чехова, Инна Жиркова, дуэт «2Маши», Ирина Пятенко, Ольга Казаченко, Алена Водонаева, Андрей Сафронов, Дана Назарова, Морела Руссо, Рита Дакота, Сергей Блохин, Дарья Глушакова, Анна Багаева, Дмитрий Ланской, Лилия Абрамова, Катерина Новосельцева, Роза Сябитова, Зоя Бербер, Елена Борзова, Наталья Бантеева, Асмик Вайе Рейтор, Евгения Ахременко, Инна Совкова, Яся Дегтярева.
В июле 2020 года Гордон начала представлять интересы Анастасии Костенко и Дмитрия Тарасова в деле против экс-супруги футболиста Оксаны Пономаренко.
В 2020 году Екатерина Гордон представляла интересы Марины Чайки, супруги сына бывшего генпрокурора РФ Артема Чайки, в деле о расторжении брака и взыскании алиментов. 28 июля 2020 года Марина Чайка пожаловалась на давление и угрозы отобрать детей после попытки развестись. Спустя два дня, мировой судья участка № 378 Пресненского района Москвы расторг их брак. В октябре, в интервью телеканалу «Дождь», Гордон сообщила о травле в социальных сетях и на федеральных телеканалах: появление дискредитирующих её материалов связала с тем, что она представляет интересы Марины Чайки. 13 января 2021 года Екатерина Гордон сообщила о вероятном похищении бывшей жены сына экс-генпрокурора Чайки в подмосковном Одинцово около наркологического диспансера на Можайском шоссе 55, куда Чайка приехала по просьбе другого своего представителя для психологической экспертизы. По словам Екатерины Гордон, Марина Чайка подала заявление в Следственный комитет РФ.
Екатерина Гордон состоит в Совете Уполномоченного при Президенте Российской Федерации по правам ребёнка Анны Кузнецовой.

## Общественная деятельность
В августе 2010 года приняла участие в митинге-концерте в защиту Химкинского леса.
С 2010 года участвовала в акциях «Стратегии-31», посвящённых свободе собраний. 31 мая приняла участие в митинге на Триумфальной площади.
В июне 2010 года Гордон выпустила песню «Математика», посвящённую «Стратегии-31». Клип на песню с кадрами разгонов митингов стал популярным в Интернете, в прессе песню называли «гимном „Несогласных“», «голосом Триумфальной». Принимала участие и в последующих протестных либеральных акциях.
Является организатором (с 2006 года) движения «Ненужная порода», пропагандирующем моду на беспородных собак. В апреле 2012 года выступила одним из организаторов благотворительного рок-фестиваля в защиту бездомных животных.
27 декабря 2017 году на выборах Президента РФ выдвинулась от партии «Добрых дел» кандидатом в президенты, но вскоре отказалась от участия.
В 2019 году основала «Алиментный фонд», помогающий малоимущим беременным женщинам вне брака.
Весной 2020 года выступила против цифровизации и дистанционного обучения детей, которое ввели в условиях режима самоизоляции, а также против реформ образования в этом направлении. По её словам, «экранное образование вредит здоровью и психике детей, а также существенно отличается по целям и качеству от традиционного образования». О своей позиции Гордон заявила во время прямого эфира в Instagram, запись которого набрала более 3 миллионов просмотров в YouTube. Открытое письмо Гордон от имени родителей и учителей к Владимиру Владимировичу Путину против цифровизации образования в РФ собрало более 280 тысяч подписей.
Согласно исследованию «Левада-центр», проведённого в апреле 2020 года, Екатерина Гордон вошла в число самых вдохновляющих личностей России, которые известны своей активной гражданской позицией, среди опрошенных в трёх возрастных категориях.
В октябре 2020 года Гордон начала проводить собственное расследование массовой гибели коронавирусных пациентов в Ростове-на-Дону. Она выступила в поддержку жителей города в конфликте с министром здравоохранения Ростовской области Татьяной Быковской. В своём обращении потребовала тщательного расследования произошедшего в ростовской горбольнице № 20 и привлечения к ответственности всех должностных лиц, виновных в произошедшем. Гордон, ссылаясь на собственные источники, сообщила, что кислород для ростовской больницы закупался у единственного поставщика — частной компании ООО «Оксиген», а министр здравоохранения Татьяна Быковская пресекла попытку «организовать альтернативное дублирующее производство» ради собственной наживы. 27 октября стало известно об увольнении Быковской с поста министра здравоохранения Ростовской области, Екатерина Гордон назвала это решение «победой ростовчан».
В июне 2021 года на съезде партии «Справедливая Россия — Патриоты — За правду» выдвинута кандидатом в депутаты Государственной думы по Серпуховскому одномандатному избирательному округу № 126, однако за несколько дней до выборов, 13 сентября, сняла свою кандидатуру.
Поддержала вторжение России на Украину и ХАМАС в Израиль.

## Профессиональные награды
- 2017 — Время инноваций 2017 — Инновации во всех сферах (юридической компании «Гордон и сыновья»)[52]
- 2018 — SuccessfulLadies Awards — Лучший правозащитник — Организатор премии: продюсерский центр Останкино[53];
- 2018 — WomensSuccess Awards — Премия для Успешных Женщин[54];

## Личная жизнь
С 2000 по 2006 год состояла в браке с Александром Гордоном.
В 2011 и 2014 гг. дважды выходила замуж за адвоката Сергея Жорина.
- сын Даниил (27.09.2012)[55][57][56].

Сын Серафим (р. 2017) от Игоря Витальевича Мацанюка.
С января 2022 года состоит в браке с бизнесменом Виктором Хархалисом.
- сын Теодор (16.11.2022)[59].